# أوليفيا ماي باريت
أوليفيا ماي باريت (بالإنجليزية: Olivia-Mai Barrett)‏ (مواليد 10 مايو 1996) هي ممثلة ومغنية وراقصة إنجليزية.
في عام 2019 ، كانت الممثلة الوحيدة في آخر 8 حلقات من المسلسل المصغر بي بي سي ، قريباً: وقائع اندفاع الرياح ، وهو مسلسل يعرض سردًا للحياة في المملكة المتحدة للأجيال المتعاقبة من الأشخاص التراث الكاريبي ، مثل ميكايلا ويليامز. ابتكرها ليني هنري وكوامي كوي-أرما وشارك في إنتاجه يونغ فيك وهنري دوجلاس رود برودكشنز.
في عام 2020 لعبت دور البطولة في فيلم موعد عيد ميلاد والدي.

## وصلات خارجية
- أوليفيا ماي باريت في قاعدة بيانات الأفلام على الإنترنت